# Romildo Del Piage
Romildo Del Piage (São José dos Campos, 12 april 2000) is een Braziliaans voetballer die sinds 2023 uitkomt voor RWDM.

## Clubcarrière

### Jeugd
Del Piage werd in 2017 door São José dos Campos FC uitgeleend aan SE Palmeiras. In 2019 haalde de club, die inmiddels weer Clube Atlético Joseense heette, hem terug. Del Piage speelde vier wedstrijden voor de club in de Campeonato Paulista Série B2.

### Botafogo
In 2019 maakte Del Piage de overstap naar Botafogo FR, dat hem aanvankelijk huurde om voor de jeugdelftallen uit te komen. Op 10 januari 2023 maakte hij zijn officiële debuut voor de club in een competitiewedstrijd tegen CR Vasco da Gama (3-0-verlies). In maart 2021 maakte Del Piage op definitieve basis de overstap van CA Joseense naar Botafogo. In zijn debuutseizoen in het eerste elftal mocht Del Piage vier keer starten in de Série A. Op het einde van het seizoen degradeerde Botafogo naar de Série B.
Op 24 juli 2021 opende Del Piage zijn doelpuntenrekening voor Botafogo: in de competitiewedstrijd tegen AD Confiança scoorde hij het enige doelpunt van de wedstrijd. Del Piage dwong dat seizoen met Botafogo promotie naar de Série A af, al was zijn inbreng eerder beperkt: in de competitie kwam hij niet verder dan drie basisplaatsen en drie invalbeurten.

### RWDM
Op 31 januari 2023 maakte Del Piage op definitieve basis de overstap naar RWDM, de Belgische zusterclub van Botafogo. Op 13 mei 2023 dwong RWDM promotie naar de Jupiler Pro League af. Del Piage maakte op 11 november 2023 zijn officiële debuut in het eerste elftal: in de competitiewedstrijd tegen KAS Eupen liet trainer Cláudio Caçapa hem in de 68e minuut invallen. In de 87e minuut legde de Braziliaan de 1-3-eindscore vast. Voor de rest van het seizoen was Del Piage vooral invaller, enkel in de bekerwedstrijden tegen KV Kortrijk en KV Oostende en in de slotwedstrijd van de play-downs tegen KAS Eupen kreeg hij een basisplaats. In het Kehrwegstadion, uitgerekend het stadion waar Del Piage zijn officiële debuut voor RWDM bekroonde met een doelpunt, degradeerde RWDM na één seizoen uit de Jupiler Pro League.
1 Lathouwers ·
3 Halilou ·
4 Doudaev ·
5 De Sart ·
6 Halifa ·
7 Montes ·
8 Abe ·
9 Parzyszek ·
10 Robail ·
11 Ziani ·
15 Laâziri ·
17 Barry ·
20 Poku ·
21 Marsoni ·
22 Soelle Soelle ·
23 Del Piage ·
26 Kestens ·
28 Hubert ·
29 Maurer ·
30 Baghli ·
31 Dodeigne ·
43 Sousa ·
49 Sapata ·
51 Preijs ·
53 Messad-Kouchiche ·
60 Awudu ·
70 Nkurunziza ·
77 Biron ·
83 Lemmens ·
84 El Arouch ·
99 Benjdida ·
Coach: Ferrera
· Assistent-coach: Baherlé
· Assistent-coach: De Camargo